# Networkshop

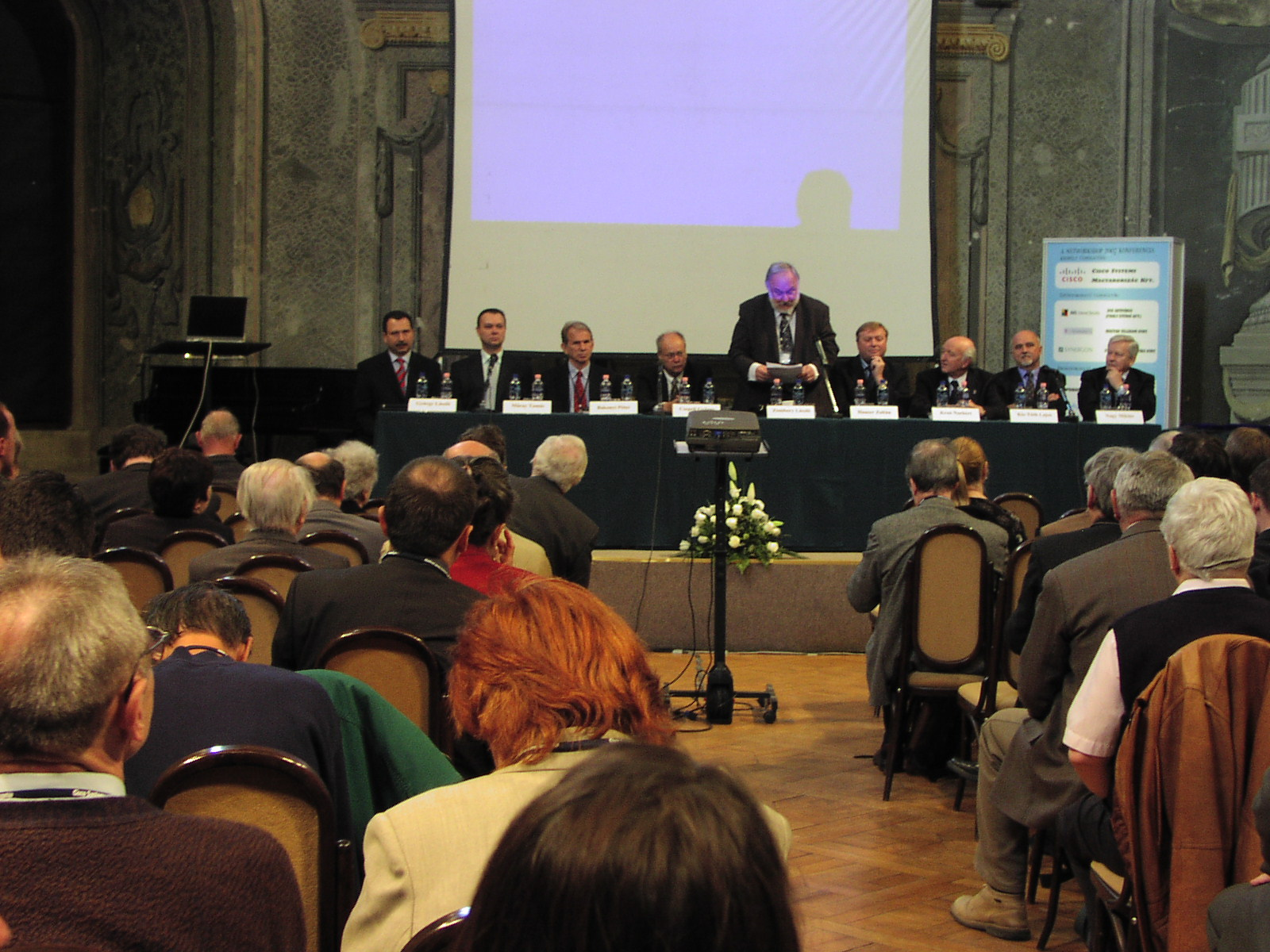
A 2007-es egri konferencia megnyitója

A Networkshop az NIIF és a Hungarnet Egyesület által évente megrendezett országos informatikai konferencia. 1992 óta ez a rendezvény a hazai számítógép-hálózati informatikai élet (Internet) legrangosabb találkozójává nőtte ki magát. Itt találkozhatnak e rohamosan fejlődő terület technológiájának kutatói, fejlesztői, a gyártók, a szolgáltatók és a felhasználók.
A konferencia elnevezése a "network" és a "workshop" szavak összevonásából keletkezett. A Networkshop helyszíne évente változik, de mindig a Hungarnet közösség valamely jelentős vidéki oktatási intézménye a házigazdája. A rendezvény jellemzően 4 napos, az első napon tutoriálokat tartanak. A közösség által "nulladiknak" besorolt "Networkshopra" 1991-ben a JATE házigazdai szervezésében Szegeden került sor (kétnapos szemináriumként). Az első hivatalos Networkshop 1992. április 22-24. között a Miskolci Egyetemen került megrendezésre. Az 1993-1996 években Pécs, Keszthely, Gödöllő, Debrecen egyetemei voltak a helyszínek. Győrött 1998-ban, Nyíregyházán 1999-ben, Sopronban 2001-ben, Egerben 2002-ben, Dunaújvárosban 2008-ban, Kaposvárott 2011-ben, Veszprémben 2012-ben, Sárospatakon 2015-ben járt először a Networkshop. 2020-ban a koronavírus miatt a rendezvényt kivételesen online környezetben valósították meg (szeptember 2-4. között).
A Networkshop hagyományos szekciói közé tartoznak a hálózati infrastruktúrák, valamint az erre épülő alkalmazások. Az alkalmazásokon belül különösen hangsúlyosak és nagy érdeklődést váltanak ki az oktatási (köznevelés, felsőoktatás) és közgyűjteményi (könyvtárak, levéltárak, múzeumok) közösséget foglalkoztató lehetőségek, újdonságok, továbbá egyéb tartalomszolgáltatás fejlesztési kérdések. Számítógép-hálózati területen mindig az adott korszak technológiai élvonalába tartozó, a hálózat üzemeltetőit és felhasználóit aktuálisan leginkább foglalkoztató témák kerülnek a középpontba (pl. HBONE, IPv6, hálózatbiztonság, föderatív azonosító rendszerek, tűzfalak, middleware, szuperszámítástechnika, felhő szolgáltatások, big data, IoT, smart technológiák).
A konferenciákonn egyrészt a legjobb szakemberek adnak át tudást, új ismereteket a kutatói hálózatok felhasználóinak és intézményi üzemeltetőinek, másrészt ez utóbbiak értékes visszajelzést adnak a központi szolgáltatások menedzsereinek, a fejlesztések tervezőinek az igényekről és a tapasztalatokról. A Networkshop hagyományosan fontos szerepet tölt be abban, hogy sokan megismerkedhetnek a kutatói hálózatok közös nemzetközi fejlesztési, együttműködési projektjeivel, továbbá képet kaphatnak arról, hogy a magyar kutatói hálózat hogyan vesz részt ezekben a fejlesztésekben. A konferencia kitűnő lehetőség arra is, hogy a résztvevő a jövő új technológiáit, fejlődési irányait felbecsülje, megértse. Végül, de nem utolsósorban a konferencia kiemelkedő közösségképző rendezvény, ahol az intézményi szakemberek megosztják egymással tapasztalataikat, a jó gyakorlatokat, továbbá értékes személyes kapcsolatokat alakíthatnak ki, amelyek pl. a kutatás-fejlesztési együttműködésekben jól kamatoztathatók. A Networkshopnak rendszeresen vannak céges szponzorai, de a kifejezetten marketing előadások nem jellemzők. Új technológiák, új fejlesztések ismertetését és a szakmai újdonságokkal kapcsolatos tapasztalatok megosztását ugyanakkor mindig szívesen látja a programbizottság.